# Ivana Boban
Ivana Boban Dragić (Zagreb, 13. srpnja 1971.), hrvatska je kazališna, televizijska i filmska glumica.

## Životopis
Od 2000. godine postaje članica ansambla Drame HNK u Zagrebu. Nastupala je i u mnogim kazalištima u Hrvatskoj i u inozemstvu.
Jedna od dvadeset potpisnika pisma upućenog zagrebačkom gradonačelniku Milanu Bandiću, u kojemu izražavaju svoju zabrinutost imenovanjem Zlatka Hasanbegovića članom Kazališnog vijeća HNK Zagreb.
Godine 2019. udala se za kolegu Luku Dragića.

## Filmografija

### Televizijske uloge
- "Život sa žoharima" kao Ela (2000.)
- "Žutokljunac" kao Paulina Dunkanić (2005.)
- "Bumerang" kao Kristina (2005.)
- "Odmori se, zaslužio si" kao TV voditeljica (2006.)
- "Obični ljudi" kao psihijatrica (2007.)
- "Ne daj se, Nina" kao Sanja Poljak (2007. – 2008.)
- "Crno-bijeli svijet" kao Vesna (2016. – 2019.)

### Filmske uloge
- "Brod" (1992.)
- "Alma Mahler" (2001.)

### Kazališne uloge
- "Smrt trgovačkog putnika" (1999.)
- "Dubravka" (1999.)
- "Faust" (2000.)
- "Dobri " (2000.)
- "Mizantrop" (2000.)
- "Atelier" (2001.)
- "Dibuk" (2001.)
- "Večeras se improvizira" (2002.)
- "Očevi i sinovi" (2002.)
- "Kazimir i Karolina" (2003.)
- "Nevjesta od vjetra" (2003.)
- "Kralj umire" (2004.)
- "Jacques i njegov gospodar" (2005.)
- "Tri sestre" (2006.)
- "Don Bernarde Albe" (2006.)
- "Dundo Maroje" (2007.)
- "I konje ubijaju, zar ne?" (2008.)
- "Kraljevo " (2009.)
- "Dantonova smrt" (2009.)
- "Hamlet" (2009.)
- "Bjesovi" (2011.)
- "Gostioničarka Mirandolina" (2011.-danas)
- "Na tri kralja ili kako hoćete" (2012.-danas)
- "U znaku vage..." (2013.-danas)

## Nagrade
- Rektorova nagrada
- Nagrada Hrvatskog glumišta za izuzetno ostvarenje umjetniku do 28 godina za uloge Anne Moll i Anne Mahler u predstavi Alma Mahler Maje Gregl/Ivice Boban, r. Ivica Boban, 1999.
- Nagrada Ivo Fici, na Festivalu glumca u Vinkovcima, 2000.
- Nagrada na Festivalu malih scena u Rijeci,
- Nagrada Mila Dimitrijević za najbolju žensku ulogu u sezoni 2008./2009. za ulogu Glorije Beatty u drami Horacea McCoya/Ivice Boban I konje ubijaju, zar ne? u izvedbi Drame HNK u Zagrebu, 2009.

## Vanjske poveznice
- Ivana Boban u internetskoj bazi filmova IMDb-u (engl.)
- Stranica na HNK.hr  Arhivirana inačica izvorne stranice od 22. srpnja 2010. (Wayback Machine)